# هری دابلیو. گرستاد
هری دابلیو. گرستاد (انگلیسی: Harry W. Gerstad; زاده ۱۱ ژوئن ۱۹۰۹ – درگذشته ۱۷ ژوئیهٔ ۲۰۰۲) یک تدوین‌گر اهل ایالات متحده آمریکا بود.

## جوایز
وی دو مرتبه در سال‌های ۱۹۴۹ و ۱۹۵۲ به ترتیب باب فیلم‌های قهرمان و نیمروز برنده جایزه اسکار بهترین تدوین شد.

## بخشی از فیلمشناسی
از آثار او می‌توان به تدوین اشاره کرد.
- رَگِـدی رُز (۱۹۲۶)
- آتش متقاطع (فیلم) (۱۹۴۷)
- قهرمان (۱۹۴۹)
- سیرانو دو برژراک (فیلم ۱۹۵۰) (۱۹۵۰)
- مردان (۱۹۵۰)
- دیوانه تفنگ (۱۹۵۰)
- نیمروز (۱۹۵۲)
- بتمن (فیلم ۱۹۶۶) (۱۹۶۶)